# Hồn tử sĩ
"Hồn tử sĩ" là một bài hát được dùng trong nghi thức lễ tang chính thức của nhà nước Việt Nam hiện nay. Trước năm 1975, bài hát này đã được cả hai miền sử dụng, nhà nước Việt Nam Dân chủ Cộng hòa sử dụng trong lễ tang cấp nhà nước và chính quyền Việt Nam Cộng hòa sử dụng trong nghi thức lễ tang quân đội.

## Xuất xứ của bài hát
Sau khi đỗ tú tài, Lưu Hữu Phước ra Hà Nội học trường Y - Dược, thuộc Viện Đại học Đông Dương (1940-1944). Thời ấy, do ảnh hưởng của phong trào Mặt trận Bình dân nên phong trào đấu tranh chính trị của sinh viên Đông Dương rất mạnh mẽ. Lưu Hữu Phước nhanh chóng trở thành một trong những thủ lĩnh của phong trào, và có dịp tiếp xúc với một số thành viên của Việt Minh, từ đó bước vào con đường đấu tranh chính trị bằng khả năng của mình là âm nhạc.
Vào năm 1941, cùng với các sinh viên miền Nam có khả năng văn nghệ, mở rộng thêm một số các sinh khác địa phương khác đang học tại Hà Nội tham gia trong phong trào Tổng hội Sinh viên Đông Dương, ông thành lập nhóm nhạc Tổng hội Sinh viên, chú trọng đặc biệt đến việc dùng dòng nhạc hùng trong Tân nhạc, sử dụng trong việc đấu tranh chính trị chống Pháp và Nhật. Suốt trong giai đoạn 1941-1944, Lưu Hữu Phước cùng với nhóm sinh viên trong Tổng Hội đã tung ra nhiều ca khúc giá trị khơi dậy lòng yêu nước trong dân chúng, đặc biệt là những học sinh, sinh viên. Những ca khúc đó thường lấy đề tài lịch sử ca ngợi những chiến công, những anh hùng dân tộc, đặc biệt phải kể đến những bản nhạc của Lưu Hữu Phước. Trong những đợt tổ chức các hoạt động về nguồn của sinh viên, Lưu Hữu Phước đã sáng tác được nhiều ca khúc nổi tiếng như "Tiếng gọi sinh viên" (sau sửa chữa và đổi tên thành "Tiếng gọi Thanh niên"), "Hát Giang trường hận" (sau sửa chữa và đổi tên thành "Hồn tử sĩ"), "Bạch Đằng giang", "Ải Chi Lăng", "Hội nghị Diên Hồng", "Hờn sông Gianh"... đã để lại dấu ấn trong lịch sử tân nhạc Việt Nam, được xem là đỉnh cao của thể loại bài hát về đề tài lịch sử của Việt Nam, nhằm hun đúc tình thần dân tộc cho thanh niên Việt Nam.

## Nguyên bản "Hát Giang trường hận"
Thời điểm sáng tác của bài hát vào khoảng 1942-1943, trong 1 đợt cắm trại do Tổng hội Sinh viên Đông Dương tổ chức tại Mê Linh. Trong dịp này, Lưu Hữu Phước đã sáng tác bài hát nguyên thủy với tên gọi "Hát Giang trường hận". Bài hát với nhịp điệu trầm hùng, gợi nhớ đến công ơn và sự hy sinh của Hai Bà Trưng kháng chiến chống ách đô hộ của nhà Hán.
HÁT GIANG TRƯỜNG HẬN
Đêm khuya âm u
Ai khóc than trong gió đàn
Sóng cuốn Trưng Nữ Vương
Gợi muôn ngàn bên nước tràn
Hồn ai đang thổn thức trên sông
Hồn quân Nam đang khóc non sông
Sát khí ngất đất bao lớp thây muôn bóng huyền
Không gian như lắng nghe bao oan hồn
Đang xao xuyến xót thương hai Nữ hoàng tuẫn thân
Dù mạng vong lửa hờn chưa tan
Làn sóng đang thét gào gió vang tiếng nguyền cùng gươm đao
Nguyện cùng sông đẫm máu
Tấm thân nát không nao
Nhìn thấy quân Hán dày xéo
Sông núi nhà dòng châu rơi
Khắp nước non mờ tối dưới trời.

Nào ai yêu nước nhà
Vì giống nòi vì hận thù
Làm sao đưa dân qua cơn đau khổ
Người Nam anh dũng quyết dâng đời sống cho non sông
Liều mình vào tên khói
Cùng người thù ta quyết không đạp đất chung
Trai hùng tráng lúc quốc biến xả thân
Lấy máu nóng cứu dân khỏi hồi nguy nan
Chí hiên ngang.

Bao năm công đức
Xây đắp nên non nước nhà
Sóng gió nguyện khắc trong
Tấm quốc dân không xóa nhòa
Vì đâu vua Trưng nữ ra quân
Vì non sông tử tiết vong thân
Nước cuốn réo rắt như thiết tha gọi quốc hồn
Thiên thu trên Hát Giang vang tiếng lòng
Dân đau đớn khóc giang san phải hồi ngửa nghiêng
Cùng nhau khấn non nước thiêng liêng.

## Sửa chữa và đổi tên thành "Hồn tử sĩ"
Năm 1944, Lưu Hữu Phước vào Nam Bộ theo yêu cầu của Mặt trận Việt Minh tham gia vận động cho phong trào "Xếp bút nghiên" của sinh viên 3 miền Nam - Trung - Bắc rủ nhau bỏ học để trực tiếp tham gia hoạt động cách mạng. Đầu năm 1945, khi tổ chức Thanh niên Tiền phong được thành lập, ông trở thành một trong những thủ lĩnh của phong trào. Tháng 8/1945, ông tham gia giành chính quyền tại Sài Gòn. Sau khi Pháp tái chiếm Nam Bộ, ông giữ chức vụ Giám đốc phòng xuất bản Nam Bộ cho đến tận tháng 5/1946. Chính trong thời gian này, ông cùng với 1 đồng nghiệp có tên là Hồng Lực đã sửa chữa và đổi tên lại bài hát "Hát Giang trường hận" thành "Hồn tử sĩ" để tưởng nhớ và chiêu hồn các anh hùng liệt sĩ trong cuộc kháng chiến chống Pháp.
HỒN TỬ SĨ
Đêm khuya âm u
Ai khóc than trong sương mù?
Gió rít qua lũy tre như nghiến răng vương mối thù
Hồn ai kia đau xót chơi vơi?
Hồn quân Nam căm uất chưa nguôi.

Uất khí ngất đất,
Bao lớp mây che kín trời
Sóng thét qua bãi lau như nhắc người xưa anh dũng
Đã hy sinh giữ gìn nước non
Lòng Bà Trưng vững bền sắt son

Làn gió đưa sóng trào, nước pha máu hồng rừng gươm đao
Cờ Bà Trưng lướt gió
Nước sông Hát cuốn mau.
Rền rĩ như có người, thoáng nghe gió gọi từ xa xôi
Có tiếng loa rộn rã núi đồi

Nào ai yêu nước nhà, yêu giống nòi thề một lòng
Vùng lên trong mưa gió trong gươm súng
Đoàn quân anh dũng tiến lên gìn giữ lấy non sông
Tường đồng là nhân dân
Là ngàn người chung sức như một đứng lên,
Ta cùng tiến!
Quyết giết hết quân thù,
Đón ánh sáng chiếu rạng nước nhà thắm tươi
Đến muôn đời

Nhân dân đau thương
Ghi nhớ ơn của bao người
Chiến đấu dâng tấm thân cho nước nhà, cho giống nòi
Nhìn gương xưa liệt sĩ nêu cao
Lòng sôi lên cương quyết noi theo

Nước mắt rớt xuống,
Bao xót thương bên nấm mồ
Khói bốc nghi ngút bay quyện lá cờ
Chưa khô máu những con yêu thác vì nước non
Ngàn muôn năm Tổ Quốc ghi ơn.

## Bài hát chung của người Việt Nam
Trong kháng chiến chống Pháp, "Hồn tử sĩ" đã được sử dụng nhiều tại các buổi tang lễ Quốc gia  tiễn đưa các liệt sĩ về nơi an nghỉ cuối cùng. Sau này, khúc nhạc đã được cả phía chính quyền Việt Nam Dân chủ Cộng hòa lẫn phía chính quyền Việt Nam Cộng hòa chính thức sử dụng trong các lễ truy điệu. Đây là 1 bài hát đặc biệt khi cả hai chế độ đối kháng nhau lại cùng sử dụng trong cùng giai đoạn.
Hiện tại, bài hát này được nhà nước Việt Nam sử dụng trong các lễ tang chính thức. Tại hải ngoại, bài hát vẫn được sử dụng như một thói quen trong các nghi lễ chiêu hồn tử sĩ.

## Trong bóng đá
Tại Giải bóng đá vô địch quốc gia Việt Nam V.League 1, bài hát "Hồn tử sĩ" được đội kèn cổ động của CLB bóng đá Hải Phòng, CLB bóng đá Nam Định và một số CLB khác sử dụng mỗi khi cầu thủ của đối phương va chạm, gặp phải chấn thương và nằm trên sân chưa thể tiếp tục thi đấu, hoặc mỗi khi đội nhà thua trận.